# شونگو کاجی
شونگو کاجی (انگلیسی: Shungo Kaji؛ زادهٔ ۱۹۶۱ (۶۳–۶۴ سال)) کارگردان فیلم، فیلم‌نامه‌نویس، و تهیه‌کننده فیلم اهل ژاپن است.